# Dimitri Sedoen
Dimitri Sedoen (Merke, 2 januari 1971) is een voormalig wielrenner uit Rusland, die als beroepsrenner actief was van 1996 tot 2002.
In 2009 werd hij aangesteld als ploegleider bij Astana. Voordien had hij die functie bij de Italiaanse vrouwenploeg Acca Due. Hij is gehuwd met de Zwitserse wielrenster Nicole Brändli.

## Erelijst
1996
- 2e in Russisch kampioenschap op de weg, elite
- 2e in 8e etappe Ronde van Polen

1999
- 3e in Russisch kampioenschap op de weg, elite
- 1e in 5e etappe Kroz Srbiju
- 2e in Memoriał Henryka Łasaka

2000
- 1e in 6e etappe Koers van de Olympische Solidariteit

Wielerploegen van Dimitri Sedoen
Bonciucov ·
Cattai ·
Chiurato ·
Davidenko ·
Dzjavanjan ·
Ferrigato ·
Fincato ·
Fondriest ·
Hontsjenkov ·
Lino ·
Manzoni · 
Oegroemov · 
Savoldelli ·
Sedoen · 
Sgnaolin · 
Sivakov · 
Soerkov · 
Zen
Cattai ·
Dzjavanjan ·
Ferrigato ·
Fincato ·
Hontsjenkov ·
Kokorine ·
Konysjev ·
Manzoni · 
Neljoebin ·
Oegroemov · 
Padrnos ·
Savoldelli ·
Schmidt ·
Sedoen · 
Sgnaolin · 
Sivakov · 
Strazzer · 
Zen
Bedin · 
Bratkowski · 
Dante · 
Dvorščík · 
Fedenko · 
Juhlin · 
Kirchen ·
Ljungblad · 
Mugerli · 
Riska · 
Rosendahl · 
Schipak · 
Schwarzlmüller · 
Sedoen · 
Sparr · 
Trentini · 
Valach · 
Zatti
Brasi · 
Bratkowski · 
Crepaldi · 
Fedenko · 
Finco · 
Forner · 
Gazi ·
Hecl ·
Kokorine · 
Kováč · 
Kranjec · 
Laris · 
Palumbo · 
Panetta · 
Sedoen ·
Šipeky · 
Špak ·
Valach ·
Turicchia ·
Wielinga ·
Anderson (stagiair) ·
Ballan (stagiair) ·
Kružić (stagiair)